# Florence Adjidome
Florence Adjidome (geboren 1989 in Cotonou) ist eine deutsche Schauspielerin.

## Leben
Adjidome studierte von 2010 bis 2014 Schauspiel an der Hochschule für Musik, Theater und Medien in Hannover. Bereits während ihres Studiums war sie ganz am Deutschen Theater Göttingen, Schauspiel Hannover, Theater Heidelberg und am Deutschen Schauspielhaus Hamburg. Nach ihrem Studium war sie zwischen 2014 und 2016 festes Ensemblemitglied am Jungen Schauspielhaus Hamburg. Zur Spielzeit 2022/23 engagierte sie Sonja Anders an das Schauspiel Hannover.

## Theater (Auswahl)
- 2009: Baal von Bertolt Brecht, Regie: Martina Droste und Thorsten Schlenger, Schauspiel Dortmund[4]
- 2012: Die Welt ohne uns VII: Der Müll, Regie: Florian Loycke, Schauspiel Hannover
- 2013: Bin ich hässlich?, Regie: Franziska-Theresa Schütz, Theater Heidelberg[5]
- 2013: FUN von James Bosley, Tom Lycos und Stefo Nantsou, Regie: Klaus Schumacher, Deutsches Schauspielhaus Hamburg[6]
- 2013: Verrücktes Blut von Nurkan Erpulat und Jens Hillje, Regie: Nico Dietrich, Deutsches Theater Göttingen[7]
- 2016: Funny Girl von Anthony McCarten, Regie: Clara Weyde, Deutsches Schauspielhaus Hamburg[8]

## Filmografie (Auswahl)
- 2021: Generation Beziehungsunfähig
- 2022: Doppelhaushälfte (Fernsehreihe)
- 2023: Tatort: Die Kälte der Erde (Fernsehreihe)

## Auszeichnungen
- 2013: Preis der Studierenden beim Schauspielschultreffen